# Even if you slit my Mouth
Even if you slit my Mouth (japanisch 口が裂けても君には Kuchi ga Saketemo Kimi ni wa) ist eine Manga-Serie von Akari Kajimoto. Sie erschien in Japan von 2020 bis 2023 und wurde ins Deutsche, Polnische und Englische übersetzt. Die romantische Fantasy-Komödie dreht sich um eine junge japanische Dämonin und einen Jungen, mit dem sie verlobt wurde.

## Inhalt
Das Mädchen Miroku-san ist eine Kuchisake-onna, ein bösartiger japanischer Dämon. Doch da der Glaube an die Dämonen schwächer wird, schwinden auch ihre Kräfte. Um diese zurückzuerlangen und damit die Tradition zu erhalten, muss sie heiraten und wird dafür von ihrer Familie dem Oberschüler Kōichi Sano versprochen. Der ist von den besonderen Umständen seiner Verlobten überraschenderweise überhaupt nicht abgeschreckt, sondern erstaunlich begeistert. Er entstammt einer Familie, die seit Generationen übernatürlichen Wesen hilft. Für Miroku bleibt es zunächst ein Geheimnis, warum ihr Verlobter so von ihr angetan ist. Und weil sie im Unterschied zu Kōichi nichts von dem Arrangement hält, schließt sie eine Vereinbarung mit ihm: Wenn sie es innerhalb eines Jahres schafft, ihn zu erschrecken, wird die Verlobung gelöst.

## Veröffentlichung
Der Manga erschien zunächst in einzelnen Kapiteln im Online-Magazin Shonen Jump+ des Verlags Shūeisha. Das erste Kapitel kam im November 2020 heraus, das letzte im Dezember 2023. Von März 2021 bis April 2024 wurde die Serie auch in elf Sammelbänden herausgegeben. Diese erscheinen seit Mai 2024 auf Deutsch bei Egmont Manga in bisher acht Bänden (Stand Juli 2025). Die Übersetzung stammt von Claudia Peter. Eine englische Fassung wurde auf der Plattform Manga Plus veröffentlicht, eine polnische erschien bei Waneko.